# United Cities and Local Governments

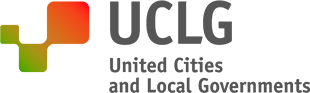
Logo des Verbands

United Cities and Local Governments (UCLG) ist ein weltweiter Verband von Städten, Gemeinden und anderer lokaler Gebietskörperschaften, der sich auf globaler Ebene für die Interessen seiner Mitglieder einsetzt. Als Dachverband umfasst er rund 175 regionale und nationale Verbände, die insgesamt etwa 240.000 Kommunen vertreten.

## Organisation und Mitglieder
UCLG wurde 2004 gegründet und hat seinen Hauptsitz in Barcelona. Der Verband organisiert sich in neun Sektionen. Darunter sind sieben regionale Sektionen für die Kontinente, von denen der Rat der Gemeinden und Regionen Europas der europäischen Sektion entspricht. Weitere Sektionen sind Metropolis als Vereinigung großer Agglomerationen und ein Forum der Regionen. Insgesamt umfasst UCLG rund 175 Einzelverbände mit circa 240.000 Kommunen, was nach eigenen Angaben etwa fünf Milliarden Menschen bzw. 70 % der Weltbevölkerung entspricht. Ein Großteil der angehörigen Kommunen gehören UCLG über nationale Verbände an, mehr als 1.000 Kommunen kommen als unmittelbar im UCLG organisierte Mitglieder hinzu. Die Arbeitssprachen des Verbands sind Englisch, Französisch und Spanisch.

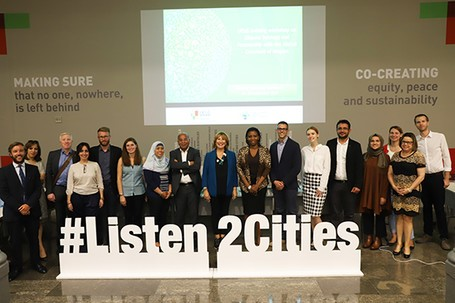
UCLG-Workshop zum Thema Klimaschutz (2018)

UCLG vertritt die Interessen der lokalen Gebietskörperschaften auf internationaler Ebene unter anderem gegenüber den Vereinten Nationen und der Weltbank. Zudem hat er Netzwerkarbeit zur Förderung von Kooperation und Austausch zwischen Kommunen zum Ziel. Zu seinen zentralen Zielen zählen die Stärkung der Kompetenzen von lokaler Verwaltung und Politik, demokratische Regierungsführung von der lokalen bis zur globalen Ebene und die Unterstützung der Ziele für nachhaltige Entwicklung der Vereinten Nationen sowie deren erfolgreiche Umsetzung auf der kommunalen Ebene.

## Geschichte
Eine erste Vorläuferorganisation des Verbands war die 1913 im belgischen Gent gegründete Union Internationale des Villes. Die Vereinigung mit Sitz in Brüssel umfasste einen Rat mit 30 Mitgliedern, wurde aber schon im Folgejahr durch den Beginn des Ersten Weltkriegs an weiterer Arbeit gehindert. In den 1920er Jahren kamen die Mitglieder wieder zu mehreren Kongressen zusammen. Mit dem Völkerbund war 1920 eine internationale Organisation der Staaten gegründet worden. 1928 änderte der internationale Interessenverband der Kommunen seinen Namen zu International Union of Local Authorities (Französisch Union Internationale des Collectivités Locales). Als weitere internationale Vereinigungen für kommunale Gebietskörperschaften kamen später die 1957 in Aix-les-Bains (Frankreich) gegründete United Towns Organisation (Französisch: Fédération mondiale des cités unies) und die 1984 gegründete Metropolis als Verband großer Agglomerationen hinzu. Am 5. Mai 2004 wurde die UCLG aus der Vereinigung der drei zuvor bestehenden Verbände gegründet.